# 下総大森教会
下総大森教会（しもうさおおもりきょうかい）は、かつて千葉県印西市にあった日本基督一致教会の教会である。大森教会、大森長老教会とも言う。日本キリスト教会大森教会とは別の教会である。
アメリカ合衆国長老教会の法典教会から千葉県印旛郡大森村に1ヶ月に2回戸田忠厚や安川亨らの伝道者を派遣し、1877年（明治10年）にO・M・グリーンから14名が受洗し、大森教会として設立された。1877年10月には日本基督一致教会の中会に加入した。
1878年（明治11年）に戸田忠厚が法典と兼務で牧師に就任し、大森村に定住した。戸田は佐倉、相馬泉、手賀、中峠、深間の講義所などに出張伝道を行った。大森村の豪農宮島家が教会の中核になった。
1906年（明治39年）に日本基督教会の自給案が可決され、自立教会から伝道教会に降格した。
大正の中頃に消滅した。